# Голые и смешные
«Голые и смешные» (международное название Naked and Funny) — телевизионное шоу розыгрышей скрытой камерой, выпускается в Одессе. Шоу создано авторами телепередачи «Джентльмен-шоу». Выпускается с 2005 года. Премьерные выпуски выходят на украинском канале ICTV. В России повторы выпусков с ICTV демонстрируются на телеканалах ДТВ («Перец»), РЕН ТВ, Че и Gagsnetwork.

## Описание
В программе уличные сюжеты собраны в серии по 23 минуты каждая. Съёмка ведётся якобы скрытой камерой. В основе лежит реакция прохожих или посетителей того или иного публичного места на наготу женщины (обнажена только грудь и ягодицы между стрингами), после чего каждого «засветившегося» информируют, что он снят. Например, девушка 20—30 лет просит помочь ей застегнуть молнию на платье сзади. Реже сюжеты изображают реакцию на наготу мужчины или же жертвой частичного раздевания становится сам «прохожий». После чего актёр пантомимой изображает либо удивление, либо смущение, либо весёлость. Затем звучит смех за кадром. Схема схожа со скрытой камерой.
Обычно случайных прохожих ассистенты режиссёра находят действительно на улице, подбирая их по типажу, наиболее подходящему для сюжета, который предстоит снимать. Однако их заранее предупреждают о съёмке и получают согласие.
Далее будущему участнику эпизода дают возможность посмотреть съёмку той же самой сцены с его предшественником. Одного просмотра, как правило, достаточно, чтобы новый «актёр» уяснил свою роль — и его выпускают в кадр.
В процессе съёмок режиссёр может давать голосом указания, как «прохожий» должен себя вести, «случайно оказавшись» в пикантной ситуации, а затем «случайно узнав», что он попал в объектив скрытой камеры.
Трансляция

### Премьеры
- ICTV — в 2006 году

### Повторы
- ДТВ/Перец — повторы первых выпусков выходили в 2005—2008 годах, повторы более новых серий — в 2010—2015 годах.
- РЕН ТВ — повторы старых выпусков выходили в 2008—2009 годах.
- Че — повторы старых выпусков выходили в 2018—2019 годах, показ возобновился 21 июля 2019 года.
- Gagsnetwork — повторы старых выпусков выходят с 2020 года по настоящее время, изначально выходили в двух версиях: в версии 18+, выходившей в эфир с 00:07 до 01:37, присутствовали сцены обнажённой груди, тогда как в версии 16+, выходившей в эфир с 09:04 до 20:46, отсутствовали подобные сцены. С 2021 года на канале Gagsnetwork транслируется только версия 16+.